# Seznam slovenských hráčů v NHL v sezóně 1990/1991
Seznam slovenských hráčů v NHL v sezóně 1990/1991 uvádí slovenské hokejisty, kteří v této sezóně hráli za některý tým v kanadsko-americké NHL.

| Tým                 | Věk | Hráč          | Post | Počet zápasů ZČ | Branky ZČ | Asistence ZČ | Body ZČ | Počet zápasů v play off | Branky v play off | Asistence v play off | Body v play off |
| ------------------- | --- | ------------- | ---- | --------------- | --------- | ------------ | ------- | ----------------------- | ----------------- | -------------------- | --------------- |
| New Jersey Devils   | 34  | Peter Šťastný | F    | 77              | 18        | 42           | 60      | 7                       | 3                 | 4                    | 7               |
| Washington Capitals | 22  | Peter Bondra  | F    | 54              | 12        | 16           | 28      | 4                       | 0                 | 1                    | 1               |
| New Jersey Devils   | 21  | Zdeno Cíger   | F    | 45              | 8         | 17           | 25      | 6                       | 0                 | 2                    | 2               |
| Hartford Whalers    | 25  | Jerguš Bača   | D    | 9               | 0         | 2            | 2       | Ne                      |                   |                      |                 |

- F = Útočník
- D = Obránce